# Шестаков, Максим Кузьмич
Максим Кузьмич Шестаков — Герой Советского Союза, командир батальона 20-й гвардейской механизированной бригады (8-го гвардейского механизированного корпуса, 1-й гвардейской танковой армии, 1-го Белорусского фронта), гвардии майор.

## Биография
Родился 3 февраля 1916 года в селе Яз ныне Большеболдинского района Нижегородской области в семье крестьянина. Русский. Окончил шесть классов в селе Большое Болдино, затем школу фабрично-заводского ученичества (ФЗУ) в городе Дзержинске той же области. Работал контролёром отдела технического контроля, затем бригадиром на одном из заводов города.
В 1937 году был призван в Красную Армию. В 1939 году окончил Тамбовское военное пехотное училище. Участвовал в боях с японцами на реке Халхин-Гол в 1939 году, командовал пулемётным взводом. Член ВКП(б)/КПСС с 1940 года.
Участник Великой Отечественной войны с октября 1941 года. Участвовал в битве под Москвой, в составе 601-го мотострелкового полка, 82-й мотострелковой дивизии, Западного, а позднее 1-го Белорусского фронтов, с боями дошёл до Берлина. На завершающем этапе войны гвардии майор Шестаков командовал мотострелковым батальоном 20-й гвардейской механизированной бригады (8-й гвардейский механизированный корпус, 1-я гвардейская танковая армия, 1-й Белорусский фронт). Особо отличился при штурме столицы гитлеровского рейха в апреле 1945 года.
24 апреля батальон гвардии майора Шестакова, действуя в авангарде бригады, первым подошёл к Тельтов-каналу. Во главе взвода автоматчиков Шестаков перебрался по не взорванному пешеходному мосту, захватил плацдарм и обеспечил форсирование канала бригадой. 1 мая, приблизившись к крепости, расположенной на территории зоопарка, приказал открыть ураганный огонь из всех видов оружия и сымитировал атаку. Хитрость удалась, и гарнизон численностью в 2000 человек капитулировал, выбросив белый флаг. В уличных боях командир батальона был контужен, но остался в строю до завершения боевых действий.
Указом Президиума Верховного Совета СССР от 31 мая 1945 года за образцовое выполнение боевых заданий командования на фронте борьбы с немецко-фашистским захватчиками и проявленные при этом мужество и героизм гвардии майору Шестакову Максиму Кузьмичу присвоено звание Героя Советского Союза с вручением ордена Ленина и медали «Золотая Звезда» (№ 7073).
В 1948 году гвардии подполковник Шестаков был уволен в запас. Жил в городе Жданов (ныне — Мариуполь) Донецкой области Украины. Работал инженером в управлении материального обеспечения Азовского морского пароходства. Умер 22 февраля 1976 года. Похоронен в городе Мариуполь, на Старо-Крымском кладбище, в центральной части.

## Награды
- Медаль «Золотая Звезда Героя Советского Союза (№ 7073) (31.05.1945)[1]
- Орден Ленина (31.05.1945)[1]
- Орден Красного Знамени (10.02.1942)[1]
- Орден Красной Звезды (21.08.1953)[1]
- Медаль За боевые заслуги (06.11.1947)[1]
- Медаль За оборону Москвы (13.07.1945)[2]
- Медаль За взятие Берлина (?)
- Медаль За освобождение Варшавы (?)
- Медаль За победу над Германией в Великой Отечественной войне 1941—1945 гг. (23.08.1945)[3]